# Cerkiew bł. Mikołaja Czarneckiego i nowomęczenników Ukraińskiej Cerkwi Greckokatolickiej w Podhorcach
Cerkiew bł. Mikołaja Czarneckiego i nowomęczenników Ukraińskiej Cerkwi Greckokatolickej (dawniej Kościół św. Józefa – zabytkowa greckokatolicka cerkiew parafialna (wcześniej rzymskokatolicki kościół zamkowy i parafialny) w Podhorcach (obecnie wieś w rejonie brodzkim obwodu lwowskiego Ukrainy). Dedykowana pamięci Mikołaja Czarneckiego, błogosławionego Kościoła katolickiego, redemptorysty.

## Historia
Świątynia została zbudowana dzięki funduszom właściciela Podhorec Wacława Piotra Rzewuskiego i przy jego osobistym udziale.
Kościół konsekrowany w maju 1766 roku, służył początkowo jako świątynia zamkowa.
Od roku 1861 kościół parafialny (parafia wówczas obejmowała wsie Chwatów, Hucisko Oleskie, Jasionów, Majdan Pieniacki, Zahorce i Żarków).
Marcin Twardowski, znany jako "snycerz mikuliniecki", wykonał dla kościoła w latach 1761–1765 wystrój stolarski i snycerski: krucyfiks, kapitele pilastrów, tabernakulum, ławki, ramy obrazów, świeczniki, balkon obiegający wnętrze, konfesjonały, ambonę z ornamentem rocaille. Łukasz Smuglewicz wraz ze synem Antonim wymalował partię w pobliżu ołtarza głównego w latach 1765–1766.